# Округ Фејет (Охајо)
Округ Фејет (енгл. Fayette County) је округ у америчкој савезној држави Охајо.

## Демографија
По попису из 2010. године број становника је 29.030, што је 597 (2,1%) становника више него 2000. године.
| Група             | 2000.          | 2010.          |
| Белци             | 27.022 (95,0%) | 27.227 (93,8%) |
| Афроамериканци    | 589 (2,1%)     | 586 (2,0%)     |
| Азијати           | 130 (0,5%)     | 157 (0,5%)     |
| Хиспаноамериканци | 352 (1,2%)     | 520 (1,8%)     |
| Укупно            | 28.433         | 29.030         |